# 昂戈梅
昂戈梅（法語：Engomer）是法国阿列日省的一个市镇，属于圣吉龙区（Saint-Girons）库瑟朗地区卡斯蒂隆县（Castillon-en-Couserans）。该市镇2009年时的人口为297人。

## 人口
昂戈梅人口变化图示
| 数据来源：INSEE |